# Death Requisite

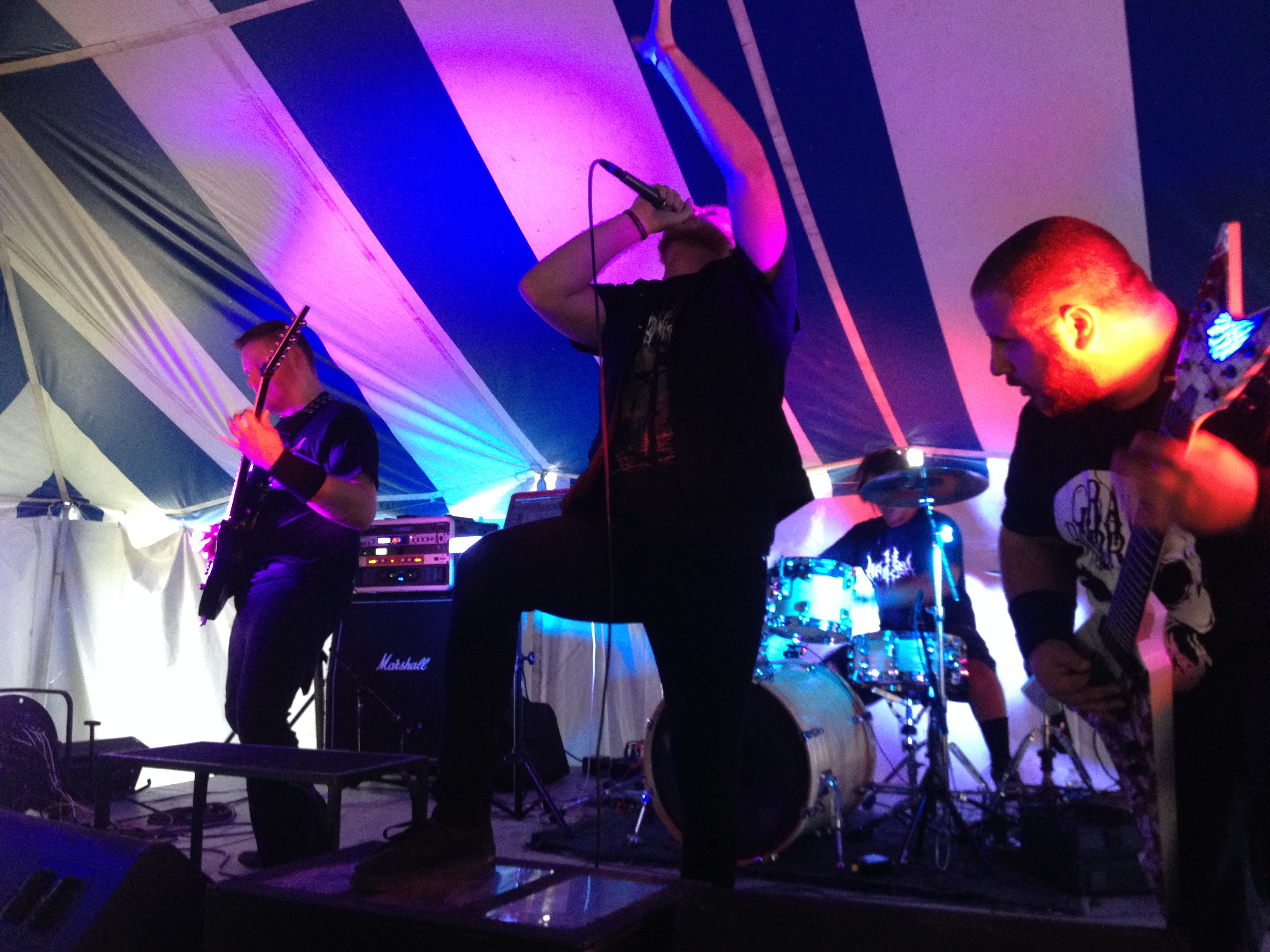
A Death Requisitie 2016-ban

A Death Requisite egy keresztény jellegű metal együttes Amerikából. 1998-ban alakult a floridai Sarasotában. A zenekar több stílusban is játszik, így a tagok stílusukat "extrém hibrid metal" vagy "blackened szimfonikus melodikus technikás death metal" névvel illetik. 2016 óta lemezeiket a keresztény metal együttesekre szakosodott Rottweiler Records kiadó jelenteti meg.

## Tagok
- Dave Blackmore - gitár, billentyűk, vokál (1998-2005, 2010-)
- William Lee - dob (2001-2005, 2010-)
- Joseph Moria - ritmusgitár (2013-)

## Koncert tagok
- Jamon Dane - ének (2001-2004)
- Gabriel Blackmore - basszusgitár (2016-)
- Johanna Fischer - szoprán (2017-)
- Logan Thompson - gitár (2018)

## Korábbi tagok
- Marcus - ének (1998-2000, 2001)
- Dennis - ének (2000)
- Tyrannus - ének (2010-2012)
- Vincent Saint James Clerval - ének (2012-2017, 2018- (koncerteken)
- Trevor - basszusgitár (1998-1999,), ritmusgitár (1999-2001), ének (2001-2002)
- Matthew - ritmusgitár (2000-2001)
- Eric - ritmusgitár (2001-2003)
- Thadius - ritmusgitár (2002-2005)
- Gomez - basszusgitár (2002-2005)
- Jon - basszusgitár (1999-2002)
- Cuinn Griffen - basszusgitár (2010-2014)
- Justin - basszusgitár (2004-2006)
- Josh - dob (1999-2001)

## Diszkográfia
- From Death to Life (2001)
- Revisitation (2016)

## Egyéb kiadványok
- Unreleased Demo (1999)
- Living Sanctuary (EP, 2000)
- Thanatopsis (EP, 2004)
- Prophets of Doom (EP, 2011)
- Second Death (EP, 2013)
- Thernody (EP, 2018)

## Közreműködések
- A Brutal Christmas: The Season in Chaos (2002)
- The Bearded Dragon's Sampler (2016)
- The Pack Vol. 1 (2016)
- Metal from the Dragon (Vol. 2) (2017)
- The Pack Vol. 2 (2018)